# Южная Хандаса (станция)
Южная Хандаса — железнодорожная станция Сахалинского региона Дальневосточной железной дороги. Названа по одноимённому селу, в котором расположена.

## История
Станция открыта в 1975 году в составе пускового участка Победино — Тымовск.

## Деятельность
По параграфу станция способна осуществлять небольшие грузовые отправления со складов и на открытых площадках, а также продажу пассажирских билетов. На станции останавливаются две пары пассажирских поездов сообщением Южно-Сахалинск — Тымовск (один из поездов следует с беспересадочными вагонами до Ногликов). Скорый поезд № 001/002 на станции не останавливается.

## Изображения

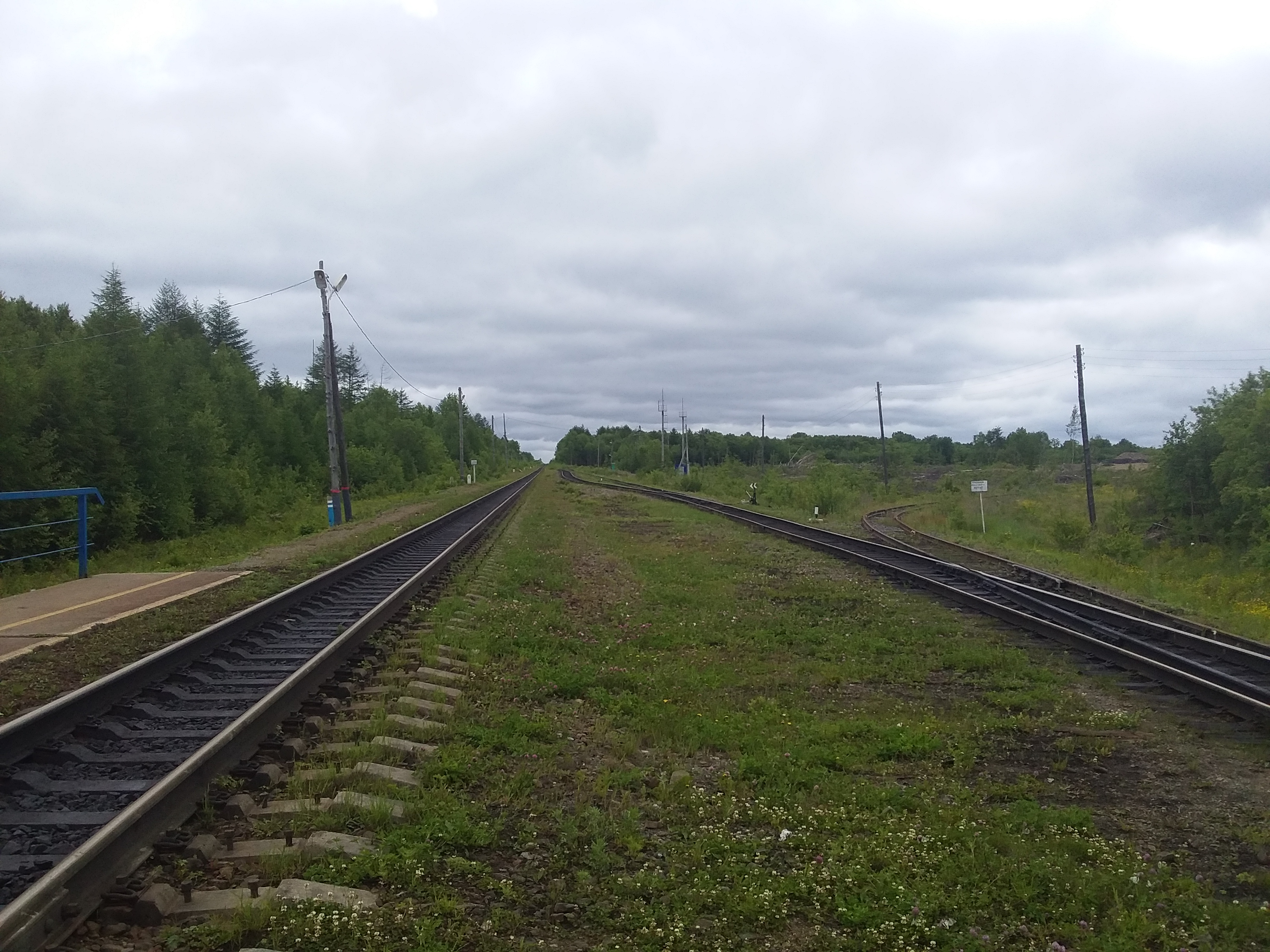
В сторону Южно-Сахалинска
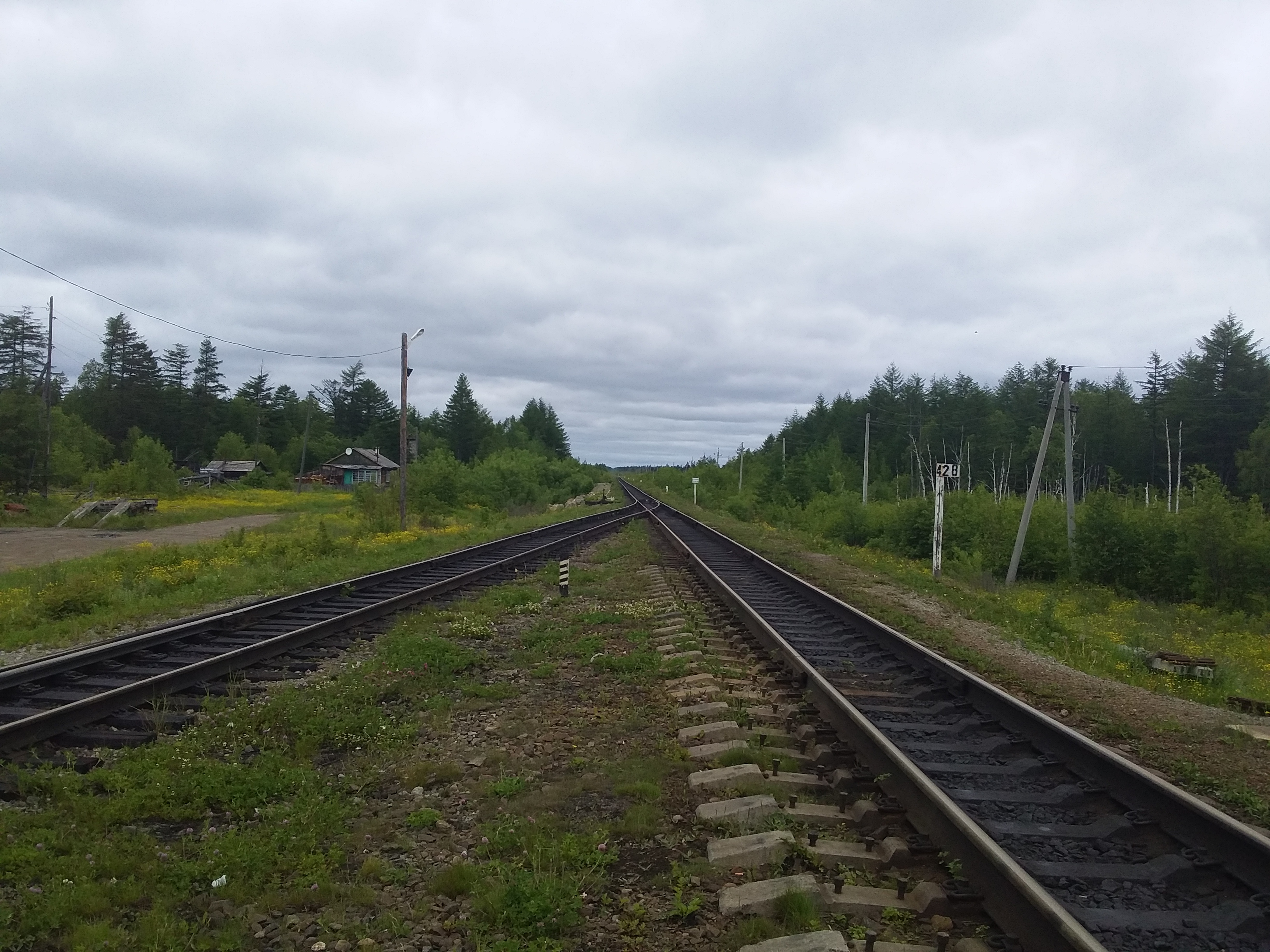
В сторону Ногликов